# Nastro del ciel
Nastro del ciel è un album natalizio di Benito Urgu uscito solo su musicassetta nel 1991.

## Tracce
Testi e musiche di Benito Urgu.
1. Nastro del ciel – (Medley di canzoni natalizie)
2. Mariposa
3. Come mai due
4. Vecchio facchino
5. Sa ninna